# بوشی پارک

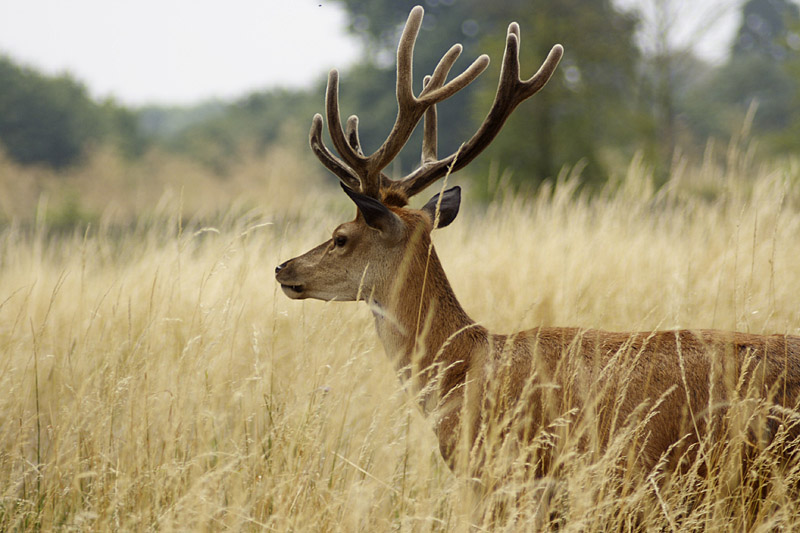
یکی از گوزن‌های پارک

بوشی پارک (انگلیسی: Bushy Park) یک پارک سلطنتی در لندن است.
این پارک که در منطقه ریچموند آپون تیمز لندن قرار دارد ۴۴۵ هکتار مساحت دارد و دارای امکانات ورزشی همچون باشگاه هاکی رو چمن و ۴ باشگاه کریکت می‌باشد.
بوشی پارک دارای امکانات ماهی‌گیری، اسب‌سواری، قایقرانی، مزارع، جنگل‌ها و همچنین مناطق حفاظت شده برای گله‌های گوزن زرد اروپایی و مرال می‌باشد.

## نگارخانه

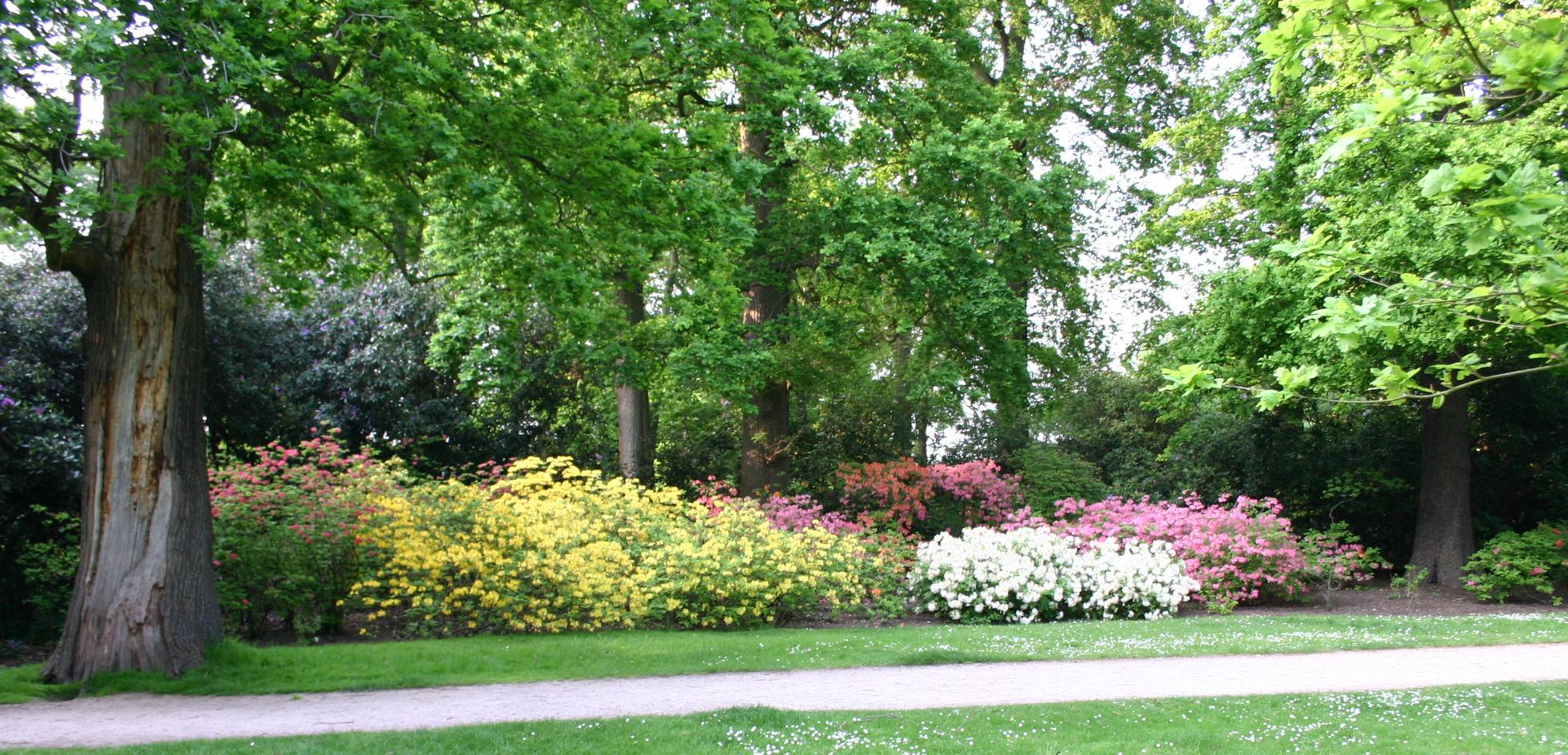
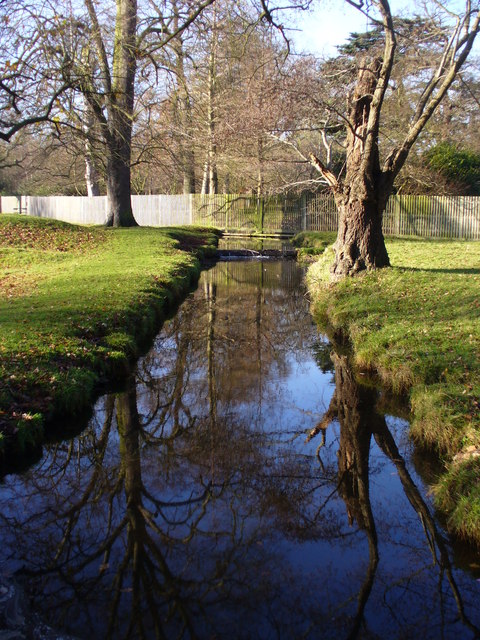
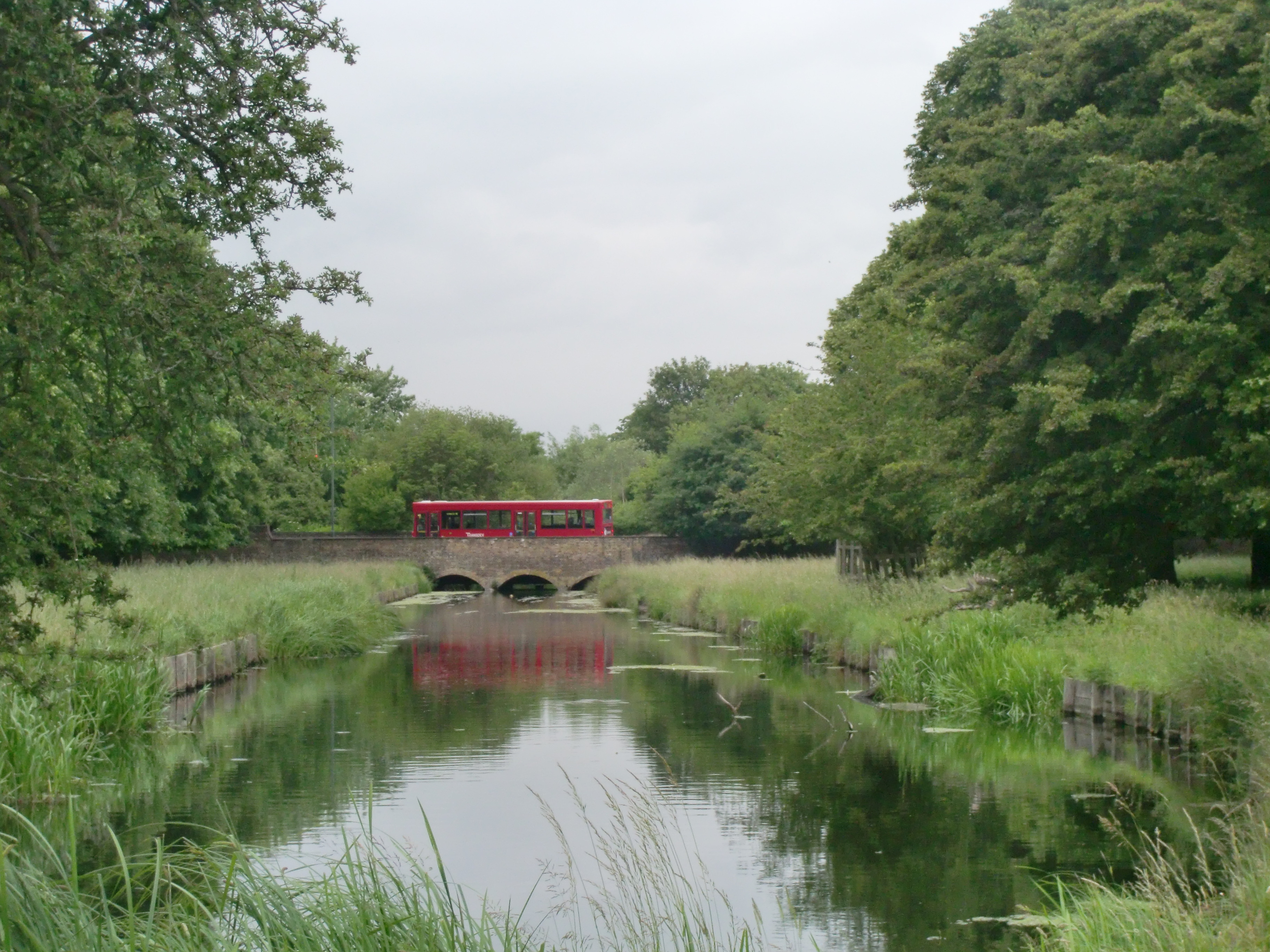
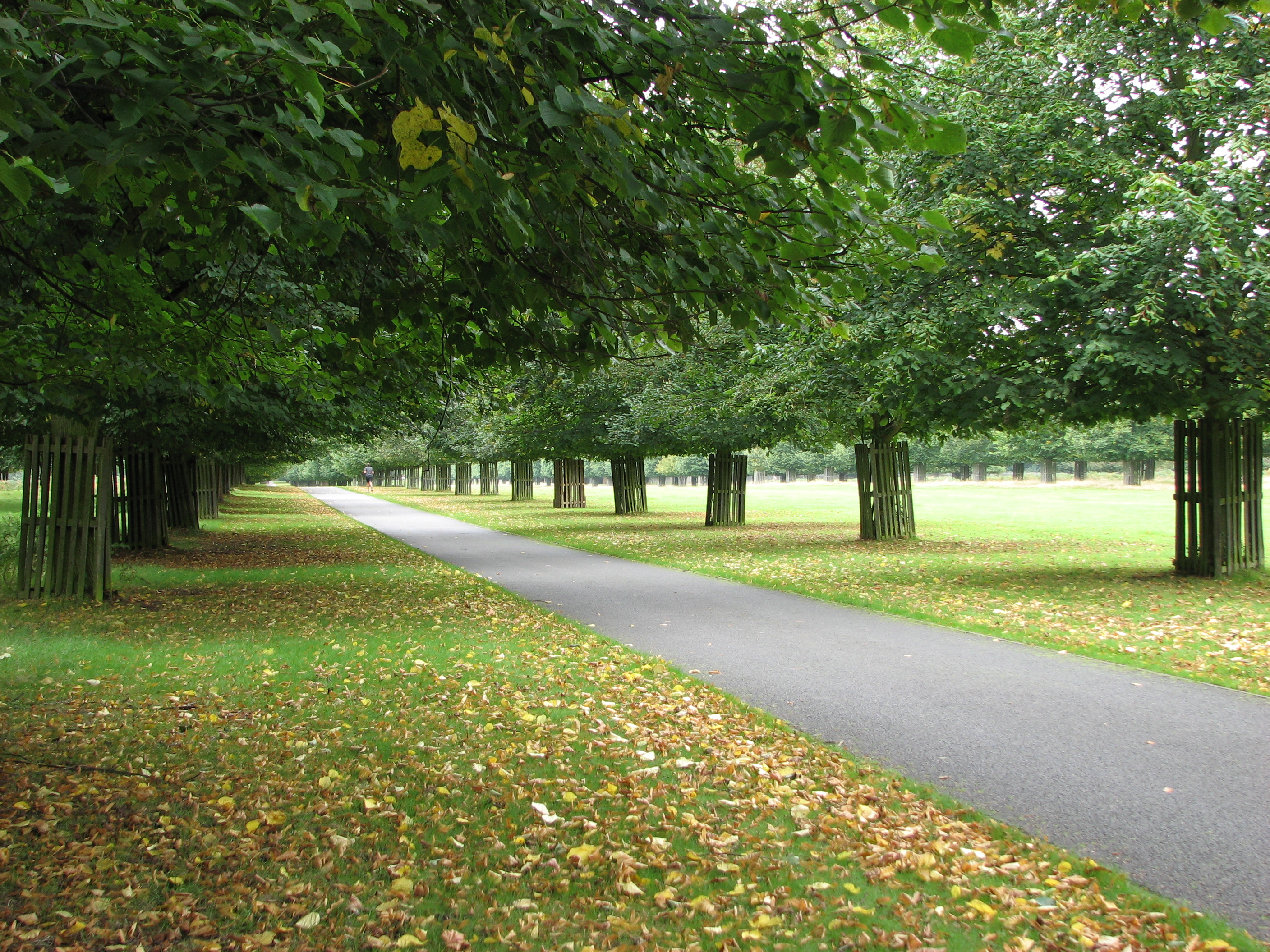
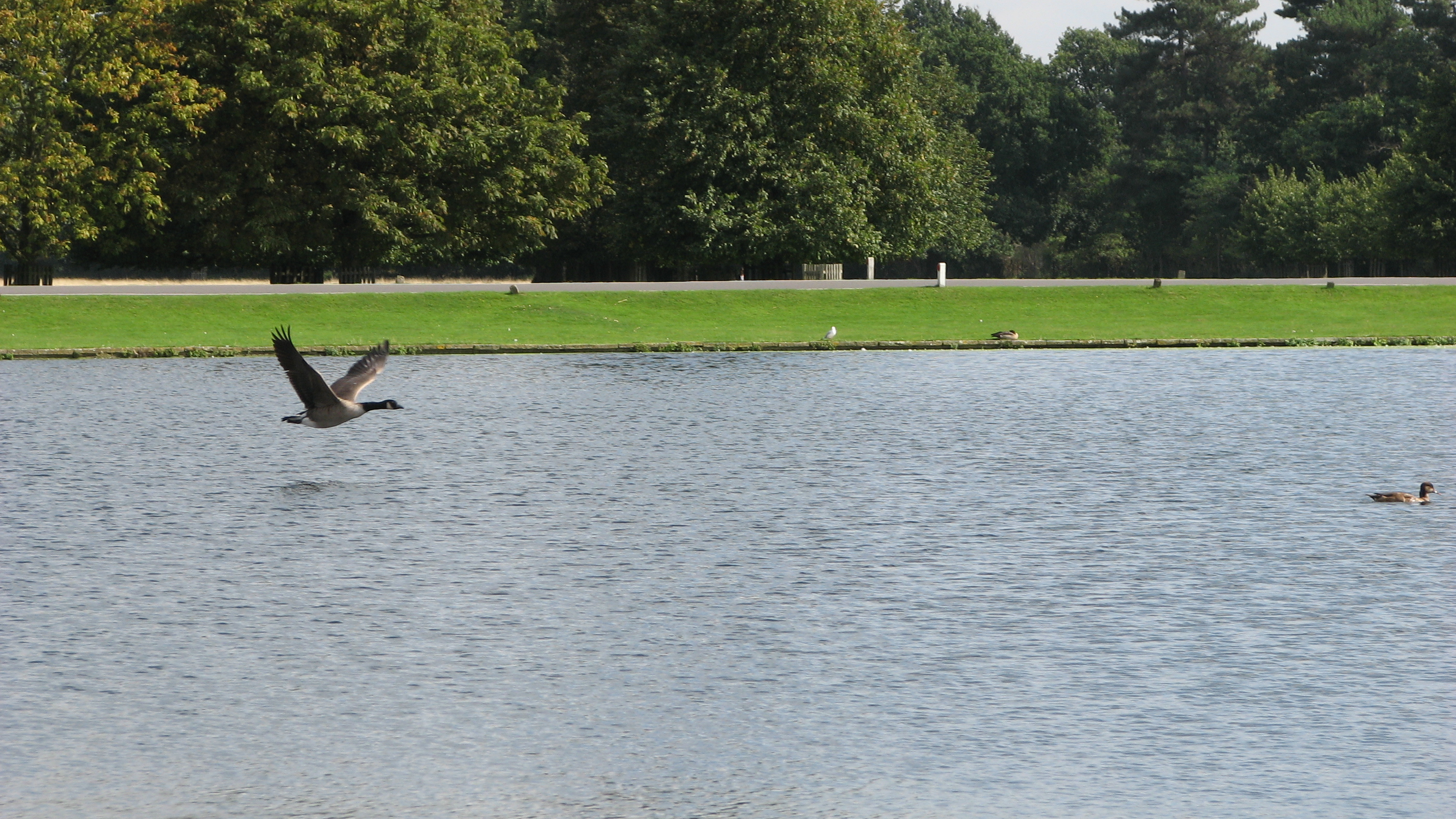
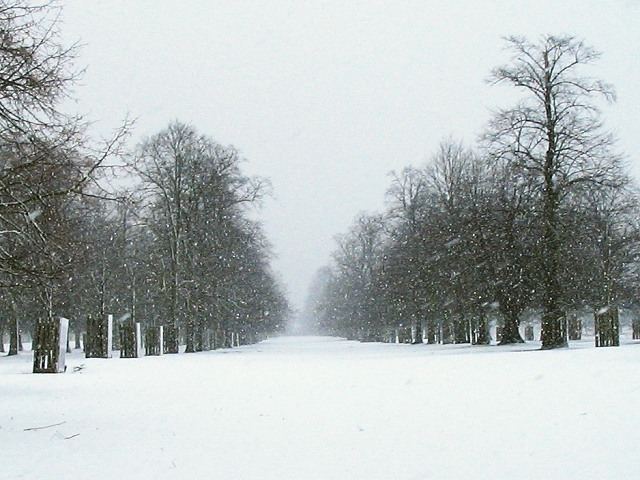
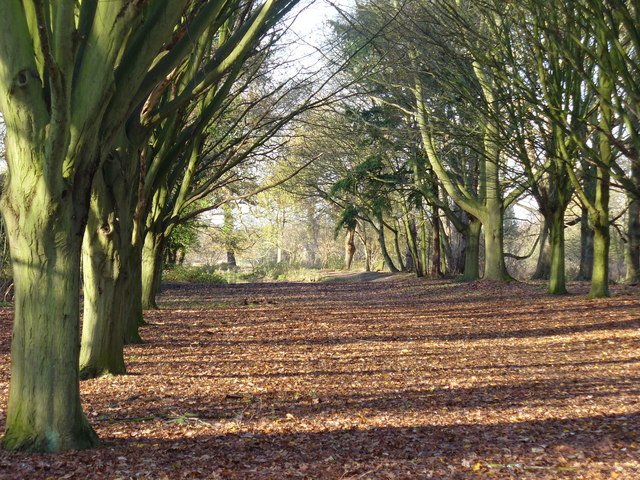